# Don't Go Away
〈Don't Go Away〉는 영국의 록 밴드 오아시스의 세 번째 음반인 《Be Here Now》(1997)에 실린 곡으로, 밴드의 리드 기타리스트인 노엘 갤러거에 의해 쓰여졌다. 이 곡은 오직 일본에서만 싱글로 발매되었으며, 오리콘 차트 48위까지 올라갔다. 이 곡은 또한 미국에서 성공을 거두었으며, 1997년 후반기에 빌보드 핫 모던 록 트랙 차트에서 5위를 하였다. 이 곡은 2008년 〈The Shock of the Lightning〉이 나오기 전까지 오아시스가 미국 음반 시장에서 거둔 마지막 히트곡이었다.
노엘의 말에 따르면 이 곡은 가까운 사람을 잃는 것에 관한 것으로, 그의 어머니인 페기가 병원에 입원하여 암에 걸린 게 아닌가 하는 추측을 받고 있을 때 쓰여진 곡이다. 다행히 그의 어머니는 암에 걸린 게 아니었으나, 그 때의 경험이 노엘으로 하여금 "꽤 쓸쓸한" 것에 관해 써야 한다는 아이디어를 갖게 하였다. 이 노래는 또한 리듬 기타리스트인 본헤드가 그의 어머니가 돌아가신 이후에 노엘에게 이에 관한 노래를 써달라고 부탁해서 나온 곡이라는 주장도 제기되었다. "Cold and Frosty Morning(춥고 얼어붙을 것 같은 아침)"이라는 가사는 Kinks의 〈Dead End Street〉이라는 곡에서 나왔다.
리암 갤러거는 이 곡을 녹음하는 동안 '어떤 것'에서 머문 결과로 인해 울었다고 주장한다. 1997년 한 인터뷰에서 그가 말하기를, "난 그저 '집어쳐. 난 이 노래를 부를 수 없어'라고 생각했어. 그리고 돌아가서 진정시켰지." 이 노래를 다시 듣고 나서 그는 그의 보컬에 대해 굉장히 자랑스러웠다는 걸 인정했다.

## 역사
1997년 《Be Here Now》 홍보 인터뷰에서, 노엘 갤러거는 이 노래에 관해 다음과 같은 말을 했다. "너의 가장 가까운 사람을 잃는 것을 원하지 않는 것에 관한 슬픈 노래야. 나는 즉석에서 중간 여덟구절을 만들어냈어 - 나는 우리가 녹음하기로 한 그 당일까지 가사를 쓰지 못했어 'Me and you, what's going on?/ All we seem to know is how to show/ The feelings that are wrong. (우리 지금 어떻게 되어가는걸까 / 이제 보니 우리가 아는건 / 맘 속하고 다른 모습을 보이는 것 뿐인 것 같아.)' 꽤나 쓸쓸하지."
"우리는 버트 바카락의 호른을 집어넣었어. 왜냐하면 그는 이별 노래의 대가이기 때문이지. 나는 모든 현악기 편곡을 맡았어. 나는 그것들을 가능한 한 심플하게 하려고 노력했지. 나는 Children Of The Revolution에서 마크 볼란이 그것들을 사용한 방식을 좋아하거든. 사람들은 현악기 파트를 훅 부분과 분리해서 기억하잖아, 알다시피. 넌 그것들을 진창으로 사용하길 원치 않을 거 아냐."

## 아트워크
이 싱글의 표지에는 옛날 리버풀 Speke Airport 건물이 등장한다. 이 공항은 비틀매니아가 정점이었을 때 수천명의 광적인 팬들이 리버풀로 돌아온 비틀즈를 환영하는 장면으로 유명하다.

## B-sides
오아시스의 고향인 맨체스터의 G-MEX 전시장에서 1997년 12월 14일에 녹음된 〈Cigarettes & Alcohol〉의 라이브 버전이 들어있다.
〈Sad Song〉은 원래 오아시스의 첫 번째 앨범인 《Definitely Maybe》의 LP에 등장하였다. 이 곡은 또한 《Definitely Maybe》의 일본판 CD에도 등장한다.
1995년 9월에 녹음된 《The Help Album》의 'Warchild'버전 〈Fade Away〉도 수록되어 있다. 이 곡에서는 노엘이 보컬, 게스트인 조니 뎁이 기타, 케이트 모스가 탬버린 그리고 리암과 리사 무리쉬가 코러스를 맡았다. 이 트랙의 모든 수익은 Warchild 재단에 기부되었다.

## 트랙 리스트
CD: Sony Music / ESCA-6948
1. 〈Don't Go Away〉
2. 〈Cigarettes & Alcohol〉 (Live from GMEX, Manchester, December 14, 1997)
3. 〈Sad Song〉
4. 〈Fade Away〉 [Warchild version]